# Lentipes adelphizonus
Lentipes adelphizonus är en fiskart som beskrevs av Watson och Maurice Kottelat 2006. Lentipes adelphizonus ingår i släktet Lentipes och familjen smörbultsfiskar. Inga underarter finns listade i Catalogue of Life.